# 柯斯丘什科丘

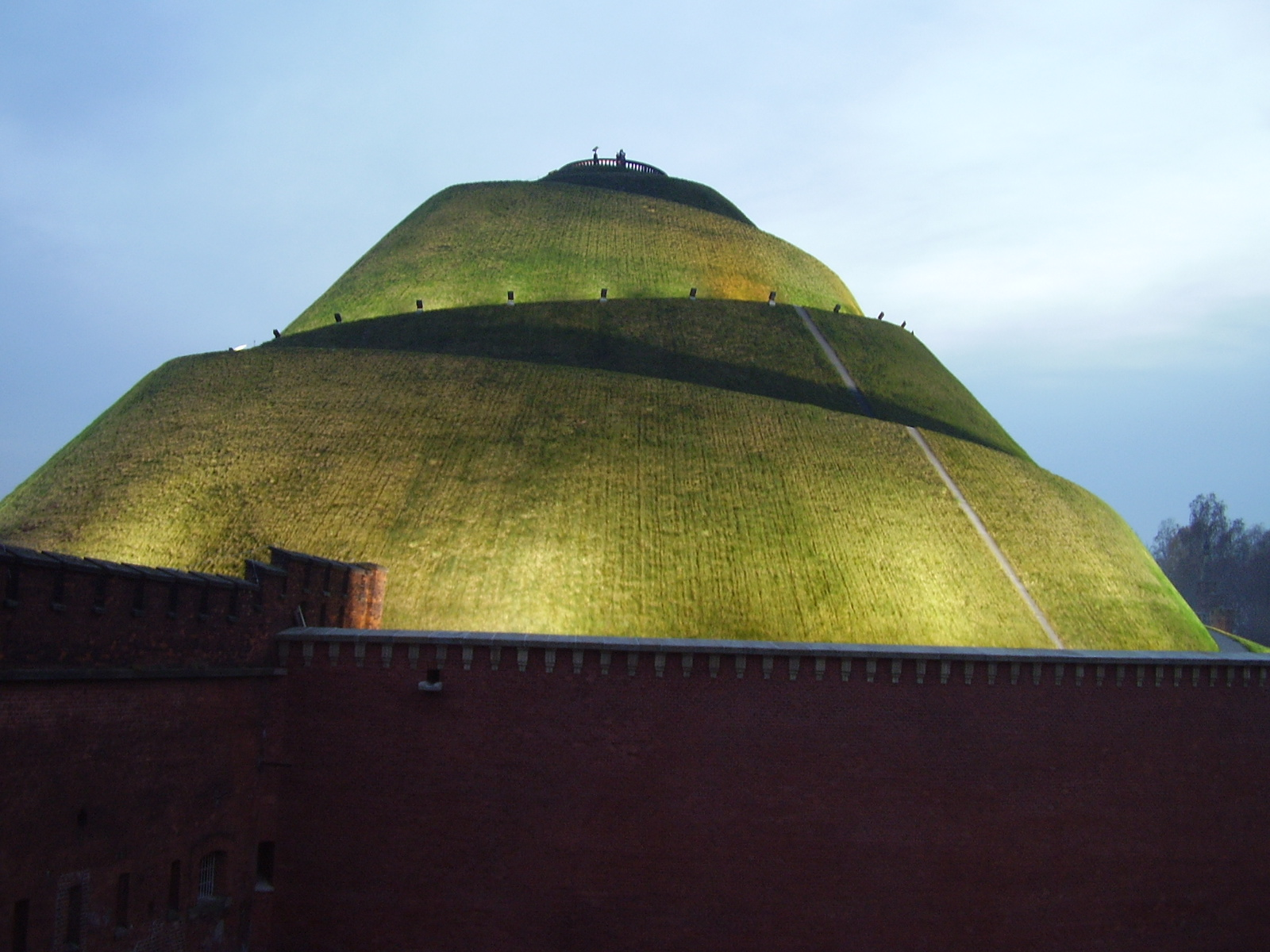
柯斯丘什科丘

柯斯丘什科丘（波蘭語：Kopiec Kościuszki）是波兰克拉科夫的一座人工土丘，1823年为纪念波兰国家领导人塔德乌什·柯斯丘什科而建造，以克拉科夫的史前土丘克拉库斯丘和万达丘为模型。其海拔约326米，一条蜿蜒的小路通向山顶，可以看到维斯瓦河和城市的全景。

## 数据
- 高度：35.54米
- 海拔：330.14米
- 高出维斯瓦河：131.14米
- 直径：73.25米
- 观景台直径：8.5米
- 土丘体积：约167,000立方米
- 坡度：46°-51°

## 历史

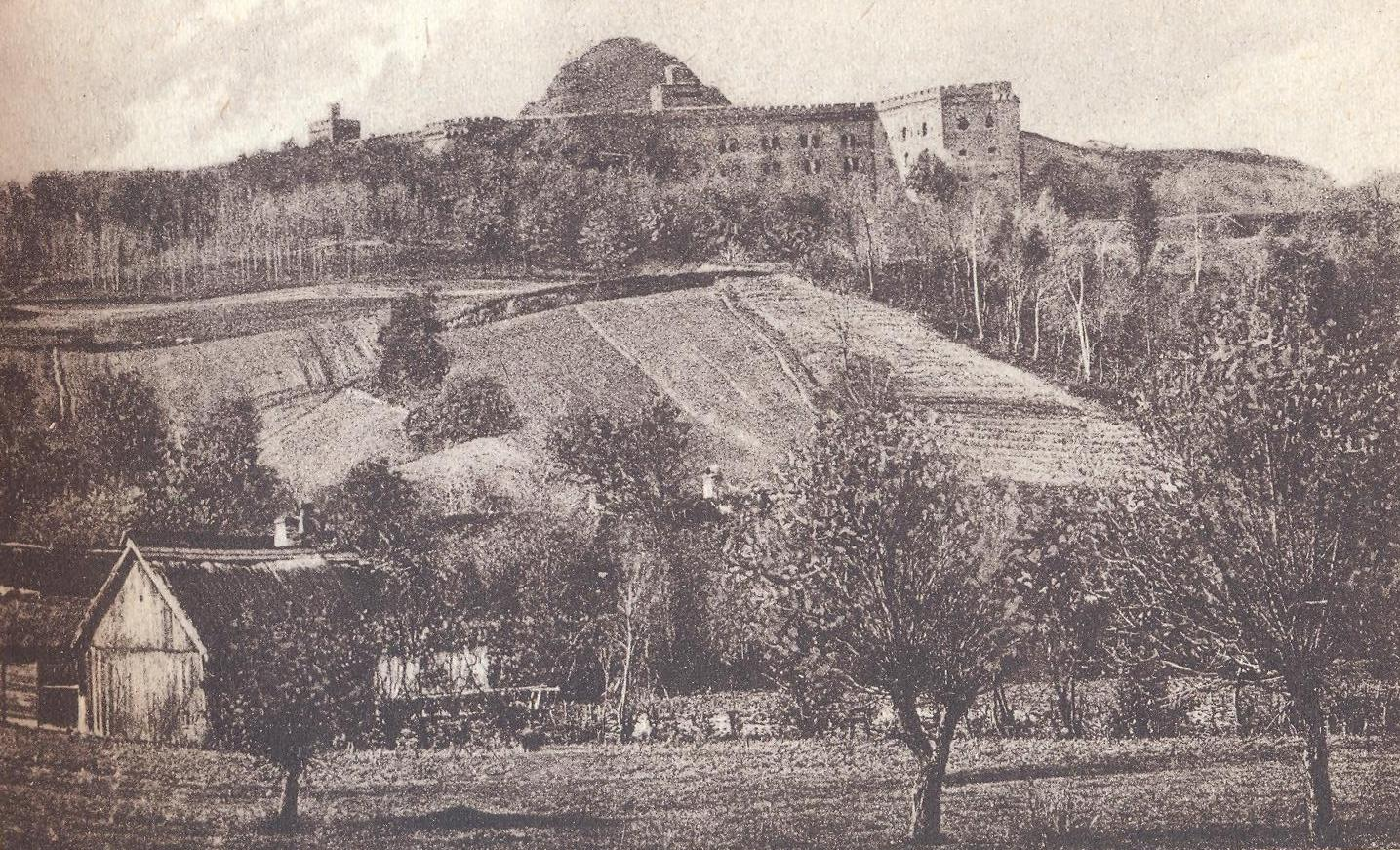
1930年代

柯斯丘什科丘于1823年11月竣工。选择的地点是天然的真福布朗尼斯拉瓦山（波蘭語：Wzgórze bł. Bronisławy），位于克拉科夫西部的兹维日涅茨区（Zwierzyniec）。
柯斯丘什科丘是克拉科夫的四座纪念山丘之一，由两座史前山丘（克拉库斯丘和万达丘）和两座现代山丘（毕苏斯基丘和柯斯丘什科丘）组成。
柯斯丘什科丘的开工仪式于1820年10月16日举行。该建筑由来自外国占领下的各地波兰人捐资修建。三年中，各阶层各年龄段的人自愿将土堆到34米的高度。工程由塔德乌什·柯斯丘什科纪念碑建设委员会监督。在土丘的底部，波兰宪法存放在一个玻璃和大理石的箱子里。1860年，在波兰11月起义30周年之际，土丘顶部安放了一块来自塔特拉山脉带来的花岗岩巨石（重545公斤），上面刻有“Kościuszce”（“献给柯斯丘什科”）字样。在土丘内，骨灰瓮埋在柯斯丘什科曾经作战过的波兰和美国战场的土壤中。
最初，柯斯丘什科丘周围的土地，计划改为1794年起义中与塔德乌什·柯斯丘什科并肩作战的农民家庭的定居点。19世纪30年代末，这些家庭开始在柯斯丘什科丘的山麓定居，但当奥地利当局决定将这一地区作为城市防御工事的一部分时，这一进程便停止了。
1850年至1854年间，奥地利当局在土丘周围修建了砖砌城塞，并开始将其用作战略了望台。作为对被拆除的早期历史教堂的补偿，还修建了一座哥特复兴式建筑风格的真福布朗尼斯拉瓦小堂（Kaplica bł. Bronisławy）。第二次世界大战之后，1945年至1956年间，奥地利的防御工事，包括大门和西南部防御墙和防御工事均被拆除。
在土丘旁边有一个专门纪念柯斯丘什科的博物馆，陈列着他的生活和成就的艺术品和纪念品。1997年，暴雨侵蚀了土丘，从而威胁到土丘的存在。1999年到2003年进行修复，使用了最先进的技术和现代材料。土丘配有排水系统和新的防水膜。
柯斯丘什科丘启发了波兰爱国者、探险家帕維爾·艾德蒙·斯特爵雷茨基伯爵，他将澳大利亚最高峰命名为科修斯科山，因为它与克拉科夫的柯斯丘什科丘相似。

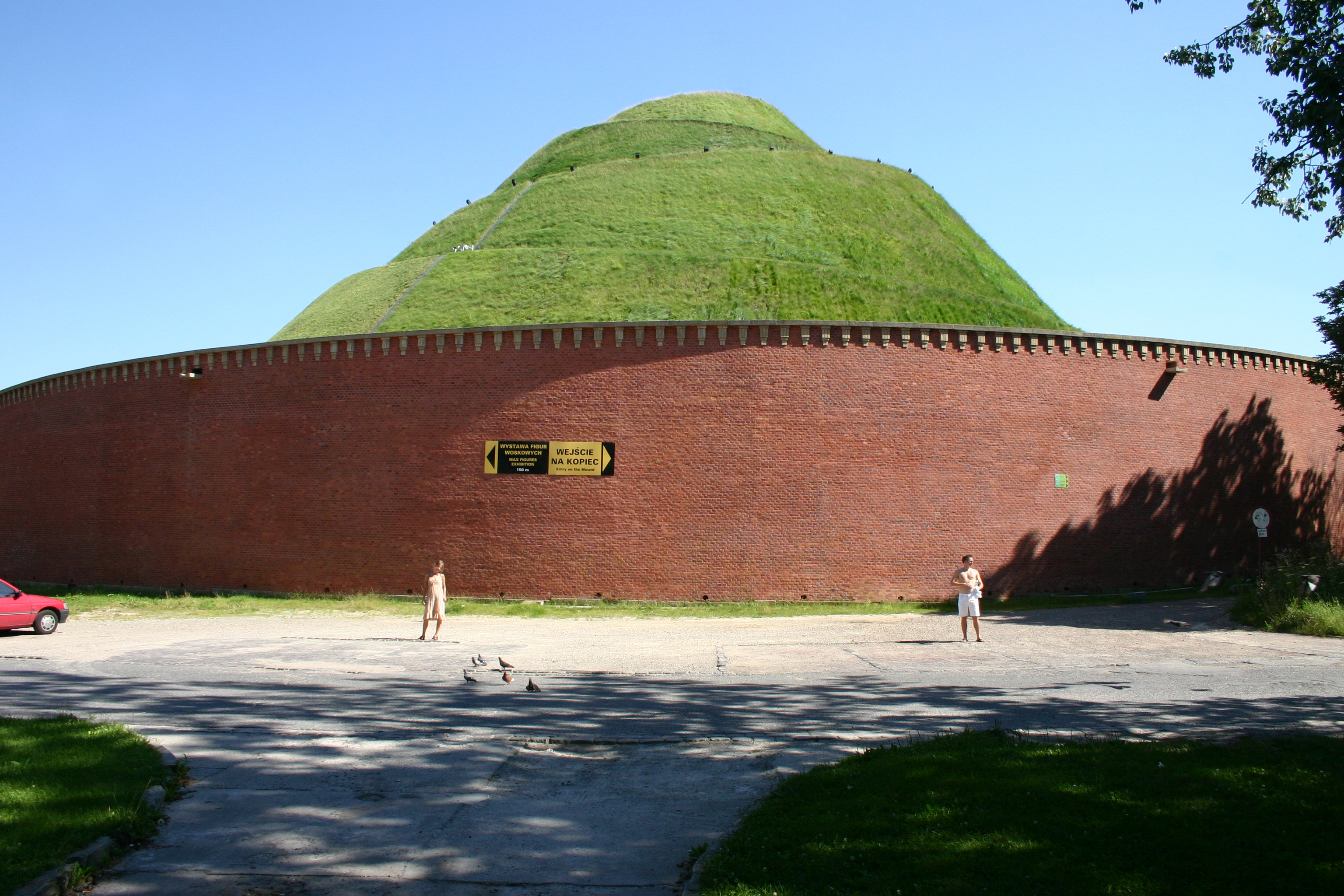
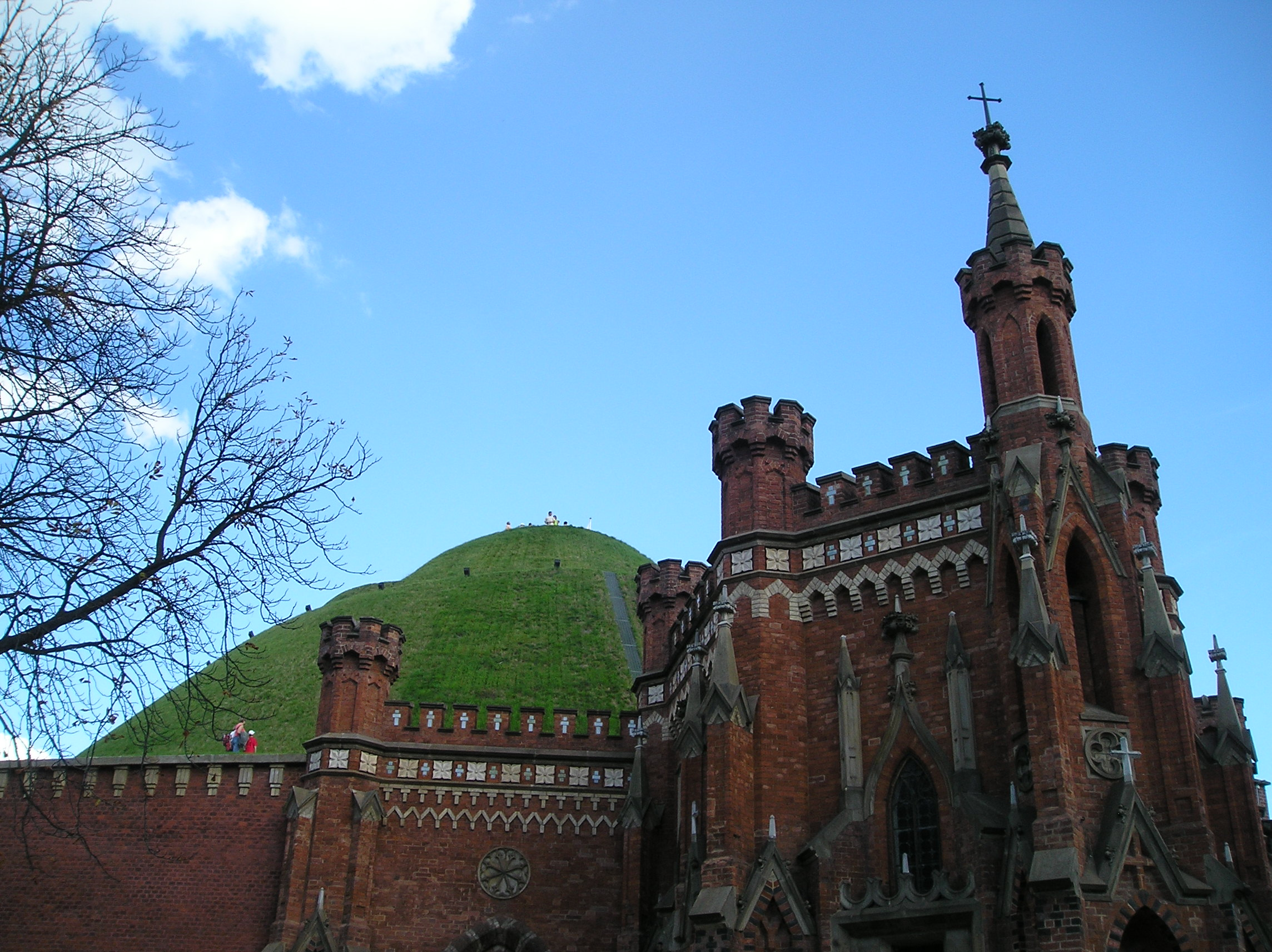
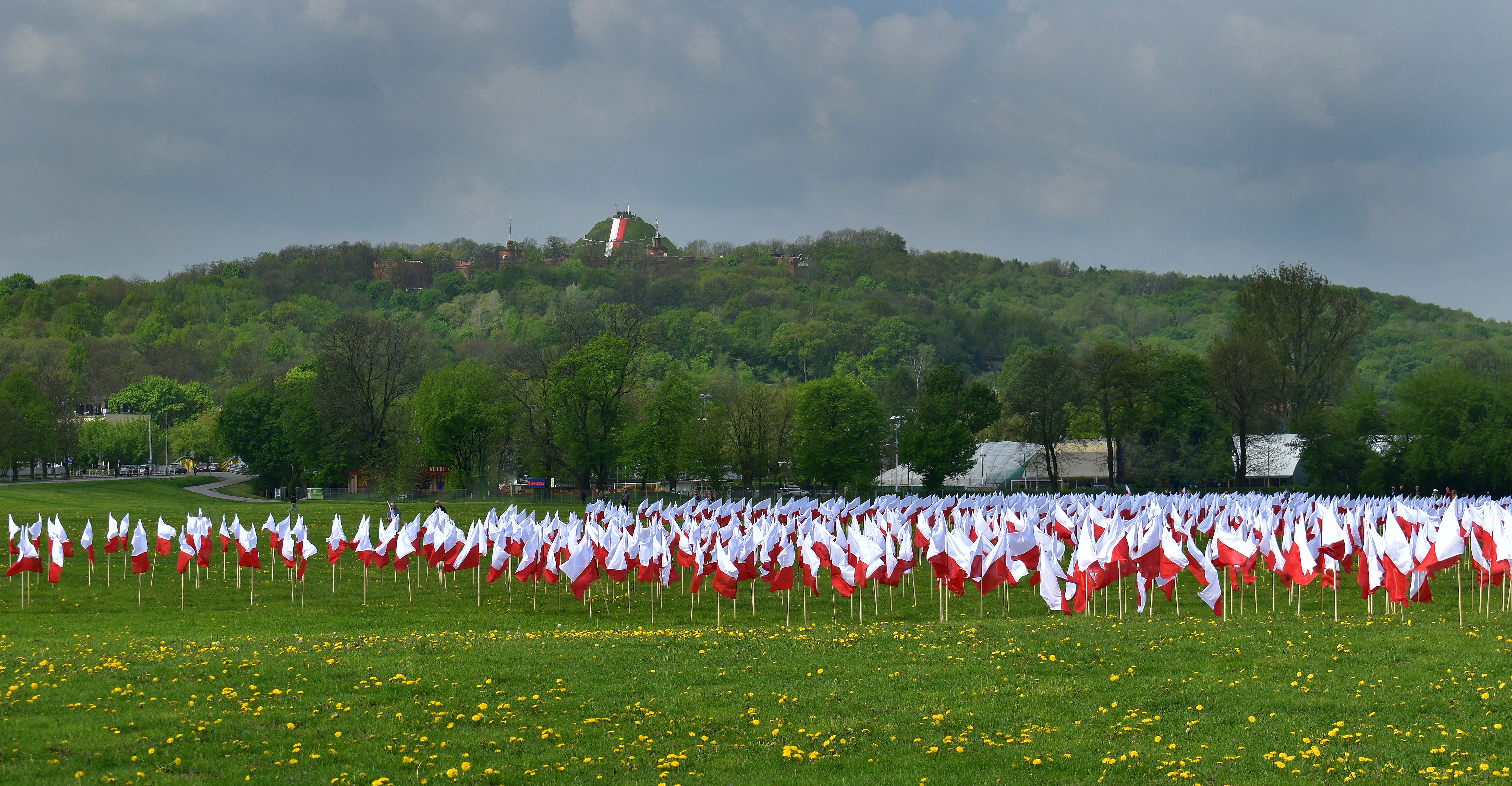
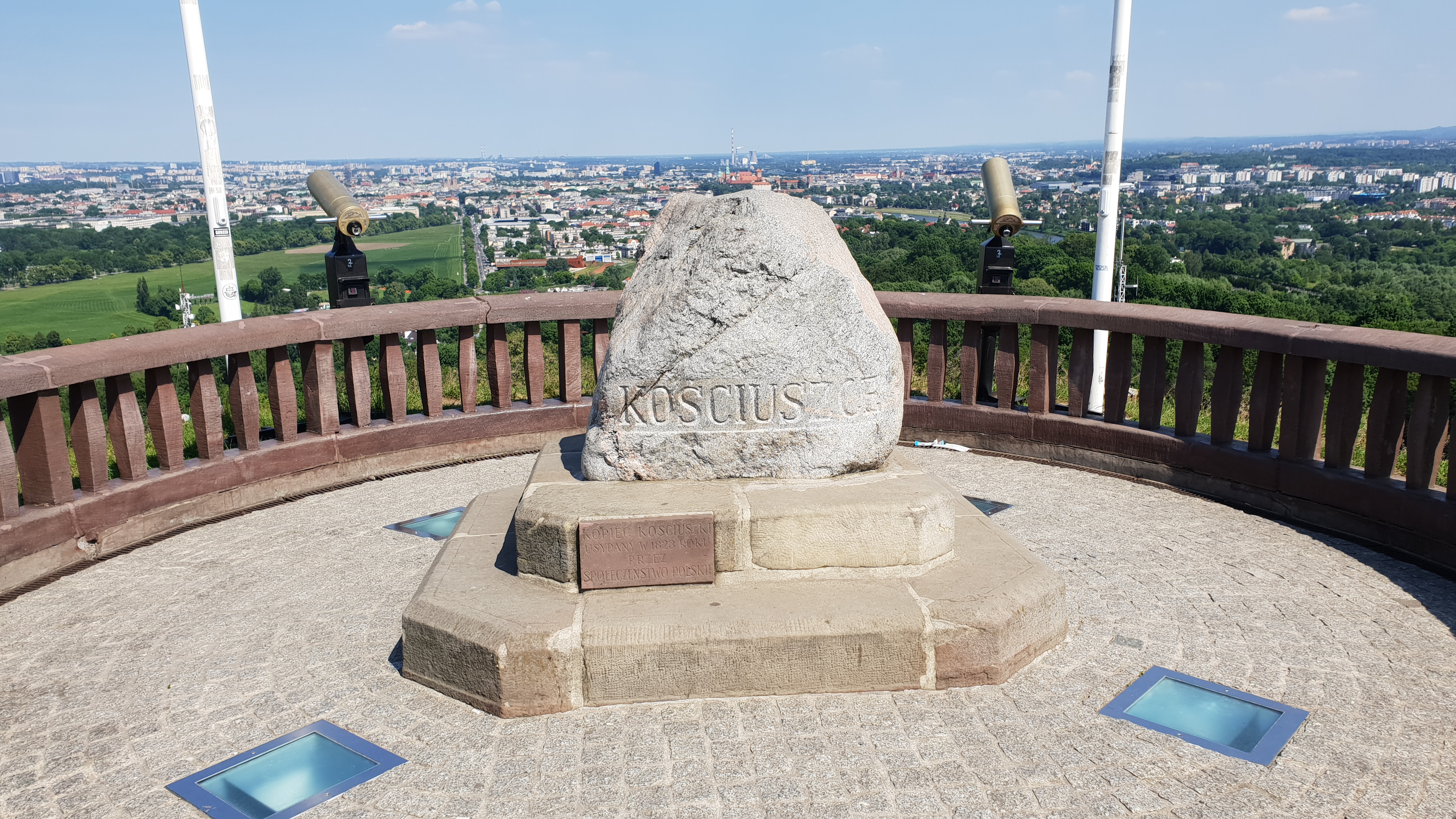